# Цикл Кэхилла

Циклы Аланина и Кори

Цикл Кэхилла, также известный как аланиновый цикл или глюкозо-аланиновый цикл, представляет собой серию реакций, в которых аминогруппы и углероды из мышц транспортируются в печень. Он очень похож на цикл Кори в круговороте питательных веществ между скелетными мышцами и печенью. Когда мышцы расщепляют аминокислоты для получения энергии, полученный азот трансаминируется в пируват с образованием аланина. Это осуществляется ферментом аланинтрансаминазой (АЛТ), который превращает L-глутамат и пируват в α-кетоглутарат и L-аланин. Образовавшийся L-аланин доставляется в печень, где азот вступает в цикл мочевины, а пируват используется для производства глюкозы.
Цикл Кэхилла менее продуктивен, чем цикл Кори, в котором используется лактат, поскольку побочным продуктом производства энергии из аланина является производство мочевины. Удаление мочевины зависит от энергии, для чего требуются четыре «высокоэнергетические» фосфатные связи (3 АТФ гидролизуются до 2 АДФ и одной АМФ), таким образом, выход чистого АТФ меньше, чем в цикле Кори. Однако, в отличие от цикла Кори, НАДН сохраняется, поскольку лактат не образуется. Это позволяет ему окисляться через цепь переноса электронов.
Исследования продемонстрировали клиническую значимость цикла Кэхилла для разработки новых методов лечения заболеваний печени и рака.

## Реакции
Поскольку скелетные мышцы не могут использовать цикл мочевины для безопасной утилизации ионов аммония, образующихся при распаде аминокислот с разветвленной цепью, они должны избавляться от них другим способом. Для этого аммоний соединяется со свободным α-кетоглутаратом посредством реакции трансаминирования в клетке с образованием глутамата и α-кетокислоты. Аланинаминотрансфераза (АЛТ), также известная как глутамин-пировиноградная трансаминаза (ГПТ), затем превращает глутамат обратно в α-кетоглутарат, на этот раз переводя аммоний в пируват, образующийся в результате гликолиза, с образованием свободного аланина. Аминокислота аланин действует как челнок — она покидает клетку, попадает в кровоток и перемещается к гепатоцитам в печени, где, по сути, весь этот процесс происходит в обратном порядке. Аланин подвергается реакции переаминирования со свободным α-кетоглутаратом с образованием глутамата, который затем дезаминируется с образованием пирувата и, в конечном счете, свободного иона аммония. Гепатоциты способны метаболизировать токсичный аммоний в цикле мочевины, тем самым безопасно избавляясь от него. Успешно избавив мышечные клетки от иона аммония, цикл затем снабжает лишенные энергии клетки скелетных мышц глюкозой. Пируват, образующийся в результате дезаминирования глутамата в гепатоцитах, подвергается глюконеогенезу с образованием глюкозы, которая затем может поступать в кровоток и доставляться в ткани скелетных мышц, таким образом обеспечивая их необходимым источником энергии.
Цикл Кэхилла требует присутствия аланинаминотрансферазы (аланинаминотрансферазы, АЛТ), которая ограничена такими тканями, как мышцы, печень и кишечник. Поэтому этот путь используется вместо цикла Кори только тогда, когда присутствует аминотрансфераза, когда есть необходимость в передаче аммиака в печень и когда организм находится в состоянии катаболизма (распада в мышцах).

## Функция
Цикл Кэхилла в конечном итоге служит методом избавления мышечной ткани от токсичных ионов аммония, а также косвенным обеспечением глюкозой мышечной ткани, лишенной энергии. При длительном голодании скелетные мышцы могут разрушаться для использования в качестве источника энергии в дополнение к глюкозе, образующейся при распаде гликогена. Расщепление аминокислот с разветвленной цепью дает углеродный скелет, используемый для получения энергии, а также свободные ионы аммония. Однако его присутствие и физиологическое значение у немлекопитающих наземных позвоночных неясны. Например, хотя некоторые рыбы используют аланин в качестве переносчика азота, маловероятно, что цикл будет иметь место из-за более медленного оборота глюкозы и меньшего высвобождения аланина из мышечной ткани, участвующей в тренировке.
Цикл аланина также служит другим целям, таким как рециркуляция углеродных скелетов в скелетных мышцах и печени, а также участие в транспорте аммония в печень и преобразовании в мочевину.
Исследования показали, что глюкозо-аланиновый цикл может играть непосредственную роль в регуляции печеночного (печеночного) митохондриального окисления, особенно в периоды длительного голодания. Окисление митохондрий в печени является ключевым процессом в метаболизме глюкозы и жирных кислот, включая цикл лимонной кислоты и окислительное фосфорилирование, для образования АТФ. Понимание факторов, которые влияют на печеночное митохондриальное окисление, представляет большой интерес из-за его функции в опосредовании таких заболеваний, как неалкогольная жировая болезнь печени (НАЖБП), неалкогольный стеатогепатит (НАСГ) и диабет 2 типа. Текущая активная область исследований пытается использовать регулирующую роль окисления митохондрий в печени с целью разработки как целевых, так и нецелевых терапевтических средств для таких заболеваний. Глюкозо-аланиновый цикл может быть одним из таких ключевых факторов. Исследование, проведенное как на грызунах, так и на людях, показало, что снижение оборота аланина в течение 60-часового периода голодания коррелирует с заметным снижением окисления митохондрий в печени по сравнению с субъектами, которые голодали в течение 12 часов в течение ночи. Скорость окислительной активности была количественно определена, прежде всего, путем мониторинга скорости потока цитратсинтазы (VCS), критического фермента в процессе митохондриального окисления. Чтобы подтвердить, имеет ли глюкозо-аланиновый цикл причинно-следственную связь с наблюдаемым эффектом, второй группе пациентов, также подвергшихся таким же условиям натощак, впоследствии вводили дозу L-аланина. После инфузии у пациентов, голодавших в течение 60 часов, наблюдалось заметное увеличение печеночного митохондриального окисления, подтверждающее взаимосвязь.
Цикл глюкозы-аланина также может иметь важное клиническое значение в онкологическом (раковом) патогенезе. В недавнем исследовании изучалась роль глюкозо-аланинового цикла в метаболическом перепрограммировании гепатоцеллюлярной карциномы (ГЦК). ГЦК является наиболее распространенной формой рака печени и третьей по частоте причиной смерти от рака во всем мире. Поиск альтернативных вариантов лечения остается прибыльной областью исследований, поскольку современные доступные методы лечения (хирургия, лучевая терапия, химиотерапия) обычно имеют серьёзные побочные эффекты и/или низкие показатели успеха при ГЦК. Одной общей характеристикой многих новых альтернативных и/или дополнительных методов лечения является воздействие на клеточный метаболизм раковых клеток из-за их общего гиперметаболического состояния, которое способствует быстрому росту и пролиферации. В сочетании с потреблением глюкозы с гораздо более высокой скоростью, чем здоровые клетки, раковые клетки в значительной степени зависят от метаболизма аминокислот, чтобы удовлетворить свои жадные потребности в питании. Исследователи, участвовавшие в этом исследовании, предположили, что экзогенный аланин, обработанный посредством глюкозо-аланинового цикла, является одним из альтернативных источников энергии для клеток ГЦК в среде с дефицитом питательных веществ, и что эту зависимость можно использовать для целенаправленной терапии. Чтобы продемонстрировать это экспериментально, клетки HCC культивировали in vitro в бедной питательными веществами среде, а затем снабжали аланином. Добавления аланина было достаточно, чтобы стимулировать рост клеток ГЦК в этих условиях — явление, называемое метаболическим перепрограммированием. Затем они провели серию экспериментов с гиперэкспрессией и потерей функции и определили, что именно глутаминовая пируваттрансаминаза 1 (GPT1) является изомером GPT, главным образом участвующим в обороте аланина в клетках HCC, что согласуется с предыдущими выводами о том, что GPT1 имеет тенденцию быть обнаруженным в клетках HCC. печень. Они приступили к обработке метаболически перепрограммированных клеток ГЦК берберином, природным ингибитором GPT1; наблюдаемый эффект заключался в сдерживании производства АТФ и, следовательно, в росте раковых клеток, снабжаемых аланином. Их исследование показало, что компоненты глюкозо-аланинового цикла, особенно GPT1, могут быть хорошим выбором в качестве мишени для альтернативной терапии ГЦК, и что берберин, как селективный ингибитор GPT1 растительного происхождения, имеет потенциал для использования в одном из этих новых лекарственных средств. Концепция аланина как альтернативного топлива для раковых клеток была аналогичным образом продемонстрирована в других исследованиях, проведенных на раковых клетках поджелудочной железы.

## Использованная литература
1. 1 2 3  Philip Felig. The glucose-alanine cycle (англ.) // Metabolism. — 1973-02. — Vol. 22, iss. 2. — P. 179–207. — doi:10.1016/0026-0495(73)90269-2. Архивировано 15 июня 2022 года.
2. ↑  Pankaja Naik. Essentials of biochemistry. — First edition. — New Delhi, 2012. — xviii, 450 pages с. — ISBN 978-93-5025-491-2, 93-5025-491-3.
3. ↑  Transaminase activity in human blood. The Journal of Clinical Investigation. 34 (1): 126–31. Jan 1955. doi:10.1172/JCI103055. PMID 13221663.
4. ↑  USMLE Step 1 Qbook.. — Fourth edition. — New York, 2008. — ix, 446 pages с. — ISBN 978-1-4195-5315-8, 1-4195-5315-1.
5. ↑  Cifuentes, Alejandro. Foodomics: Advanced Mass Spectrometry in Modern Food Science and Nutrition. — John Wiley & Sons, 5 February 2013. — P. 335. — «Alanine plays an important role in the Cahill cycle or alanine-glucose cycle, and changes in alanine metabolite may indicate that this cycle could be modified (Yan et al., 2009).». — ISBN 9781118537350.
6. ↑  Felig, Philip (February 1973). The glucose-alanine cycle. Metabolism. 22 (2): 179–207. doi:10.1016/0026-0495(73)90269-2. PMID 4567003.
7. ↑  Nitrogen metabolism and excretion. — Boca Raton, Fla.: CRC Press, 1995. — 337 pages с. — ISBN 0-8493-8411-7, 978-0-8493-8411-0.
8. ↑  Nitrogen excretion. — San Diego: Academic Press, 2001. — 1 online resource (xii, 358 pages) с. — ISBN 978-0-08-049751-8, 0-08-049751-9.
9. 1 2 3 4 5 6 7 8 9 10  Kitt Falk Petersen, Sylvie Dufour, Gary W. Cline, Gerald I. Shulman. Regulation of hepatic mitochondrial oxidation by glucose-alanine cycling during starvation in humans (англ.) // Journal of Clinical Investigation. — 2019-09-23. — Vol. 129, iss. 11. — P. 4671–4675. — ISSN 1558-8238 0021-9738, 1558-8238. — doi:10.1172/JCI129913. Архивировано 27 августа 2022 года.
10. 1 2 3 4 5 6 7 8 9 10 11 12  Guo, Wei (9 июля 2020). Glutamic-Pyruvic Transaminase 1 Facilitates Alternative Fuels for Hepatocellular Carcinoma Growth—A Small Molecule Inhibitor, Berberine. Cancers. 12 (7). doi:10.3390/cancers12071854. ISSN 2072-6694. PMID 32660149.{{cite journal}}:  Википедия:Обслуживание CS1 (не помеченный открытым DOI) (ссылка)